# Lorenzo Azzolini
Lorenzo Azzolini (ur. w 1583 w Fermo, zm. w listopadzie 1633 w Narni) – włoski biskup.

## Życiorys
Był spokrewniony z kardynałami Decio Azzolinim seniorem i Decio Azzolini juniorem. Po przyjęciu święceń kapłańskich był kanonikiem w katedrze w Fermo, a następnie wikariuszem generalnym tamże. 17 lutego 1620 został wybrany biskupem Ripatransone, a osiem dni później przyjął sakrę. 2 sierpnia 1632 został przeniesiony do diecezji Narni. Był także sekretarzem Świętej Konsulty. Urban VIII planował wynieść go do godności kardynalskiej na konsystorzu 28 listopada 1633, lecz Azzolini nie dożył promocji.